# الجزبة (مناخة)

تعديل مصدري - تعديل

الجزبة هي إحدى قرى عزلة المغارب السفلى بمديرية مناخة التابعة لمحافظة صنعاء، بلغ تعداد سكانها 283 نسمة حسب تعداد اليمن لعام 2004.